# Architeuthis kirkii
Architeuthis kirkii är en bläckfiskart som beskrevs av Robson 1887. Architeuthis kirkii ingår i släktet jättebläckfiskar, och familjen jättebläckfiskar. Inga underarter finns listade i Catalogue of Life.